# Tariat
Le sum de Tariat (mongol : ᠲᠠᠷᠢᠶ᠋ᠠᠲᠤ
ᠰᠤᠮᠤ, cyrillique : Тариат сум, MNS : Tariat sum) est situé dans l'aïmag (ligue ou province) d'Arkhangai, au Centre ouest de la Mongolie.